# Cavalier écossais
Le Cavalier écossais ou le Poney ou simplement le Cavalier est une huile sur toile de Gustave Moreau peinte dans les années 1870. Il s'agit de l'agrandissement d'une autre peinture de l'artiste également appelée Cavalier. Dernière toile romantique de l'artiste, elle est fortement inspirée par Delacroix et laisse étonnamment une grande place à la nature, notamment au ciel.

## Contexte

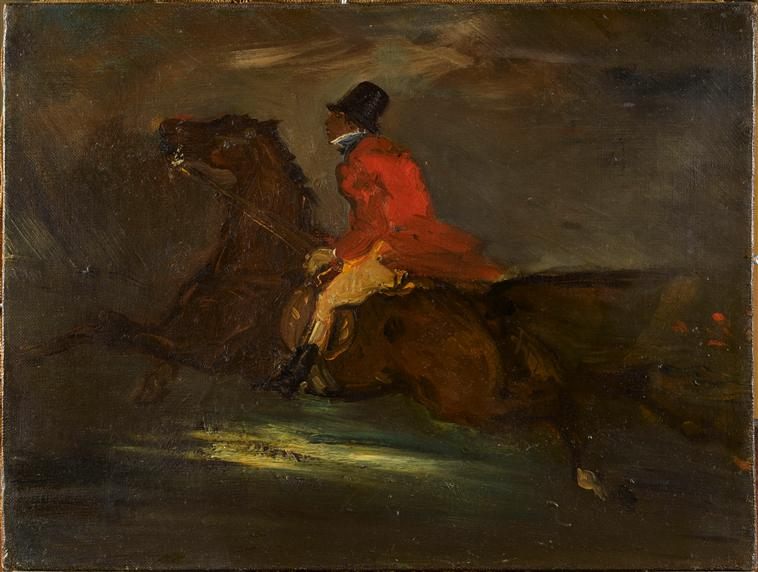
Gustave Moreau, Cavalier, 1854, Paris, Musée Gustave-Moreau.

Moreau peint et dessine beaucoup de chevaux pendant sa période romantique, probablement sur les encouragements de Pierre-Joseph Dedreux-Dorcy dont l'avis favorable avait décidé de la carrière du jeune peintre,. Contrairement à Géricault dont Dedreux-Dorcy était le meilleur ami ou Chassériau auquel le jeune peintre vouait une admiration totale, Gustave Moreau n'était pas un cavalier passionné et ne paraît pas avoir pratiqué l'équitation,,. Cependant il s'intéresse véritablement à la représentation du cheval et va même probablement aux champs de courses, lieux mondains de la monarchie de Juillet, représenter des scènes sur le vif. On trouve ainsi de nombreux tableaux de Gustave Moreau intitulés Cavalier et datés de 1854.
Le Cavalier écossais est un agrandissement d'un autre tableau similaire mais de format plus modeste, il a longtemps été datée dans ces années 1854 mais les études récentes datent cette version agrandie des années 1870, soit sa dernière œuvre d'inspiration romantique,.

## Description

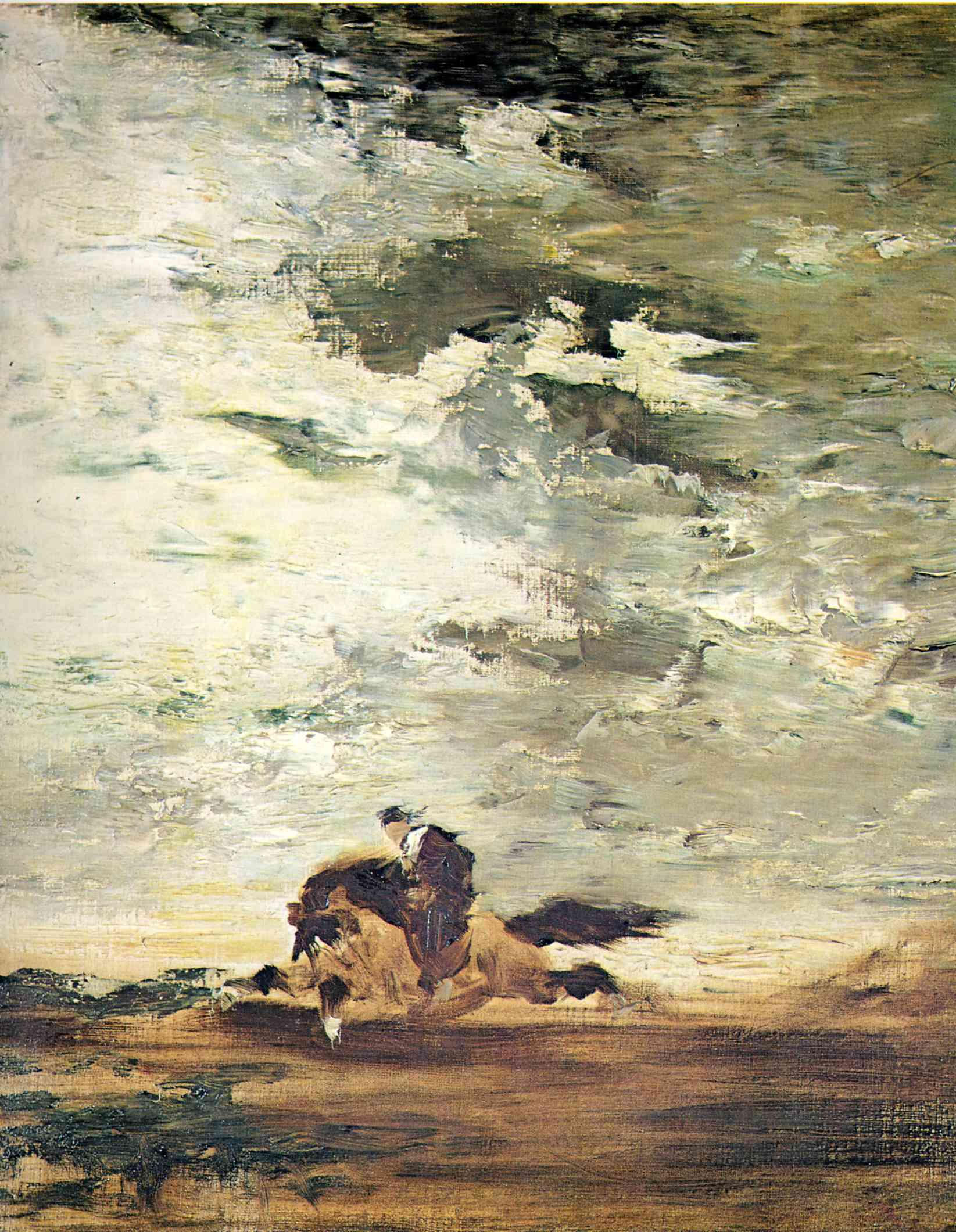
Gustave Moreau, Cavalier, n.d., 47 x 35 cm, Paris, Musée Gustave-Moreau.

Cette grande toile de format carré laisse voir un jeune cavalier écossais reconnaissable à son bonnet et son tartan. Il est lancé à vive allure, sur un puissant cheval et accompagné par des chiens esquissés au trait blanc. Son galop est si vif qu'il semble flotter entre le ciel et la terre. Quant au paysage, il consiste essentiellement en un vaste ciel traité en hachures horizontales,.
Les différences entre cette toile et celle de plus petit format sont tout d'abord le format. La grande fait 145 cm x 145 cm, elle est donc carrée tandis que la plus petite a un format de 47 cm x 35 cm, elle n'est donc pas carrée. Sur la version plus petite, il n'y a pas les chiens.

## Interprétation

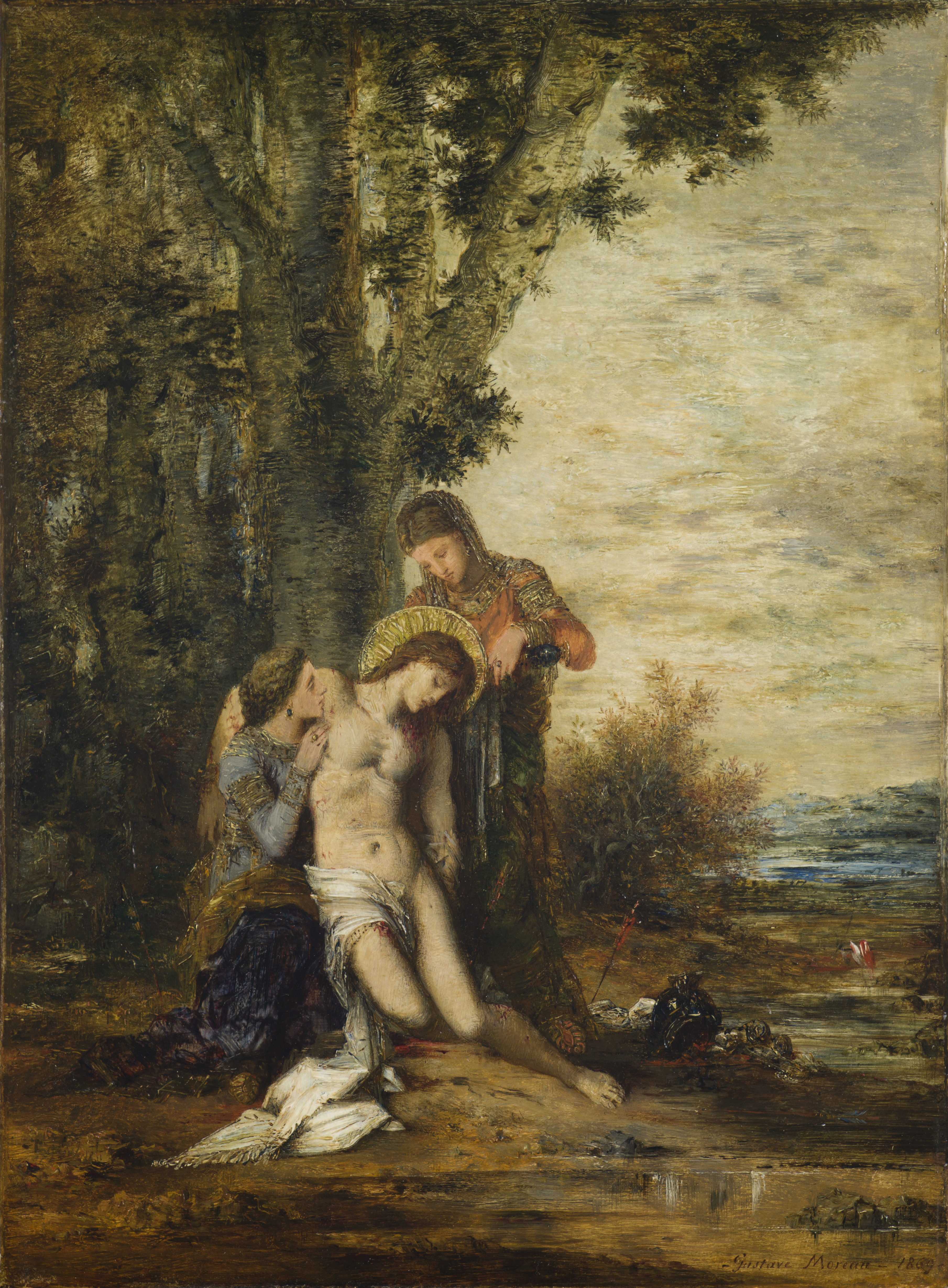
Gustave Moreau, Saint Sébastien et les Saintes Femmes, 1869, Saint Louis, musée d'Art.

Cette dernière toile romantique laisse pour une fois une grande place à la nature, ce qui est extrêmement rare chez Moreau puisque pour lui l'esprit doit s'affranchir de la nature,.  Œuvre de la maturité, elle exprime par son format carré la plénitude et doit en cela être rapprochée de compositions comme le Triomphe d'Alexandre le Grand,. Son ciel en hachures horizontales est typique de ses productions des années 1870 et peut être rapproché de Saint Sébastien et les Saintes femmes. Enfin, cette œuvre qui n'était pas destinée à une exposition publique montre combien le style de Gustave Moreau pouvait être différent selon qu'il exposait ou peignait pour lui-même.

## Source d'inspiration

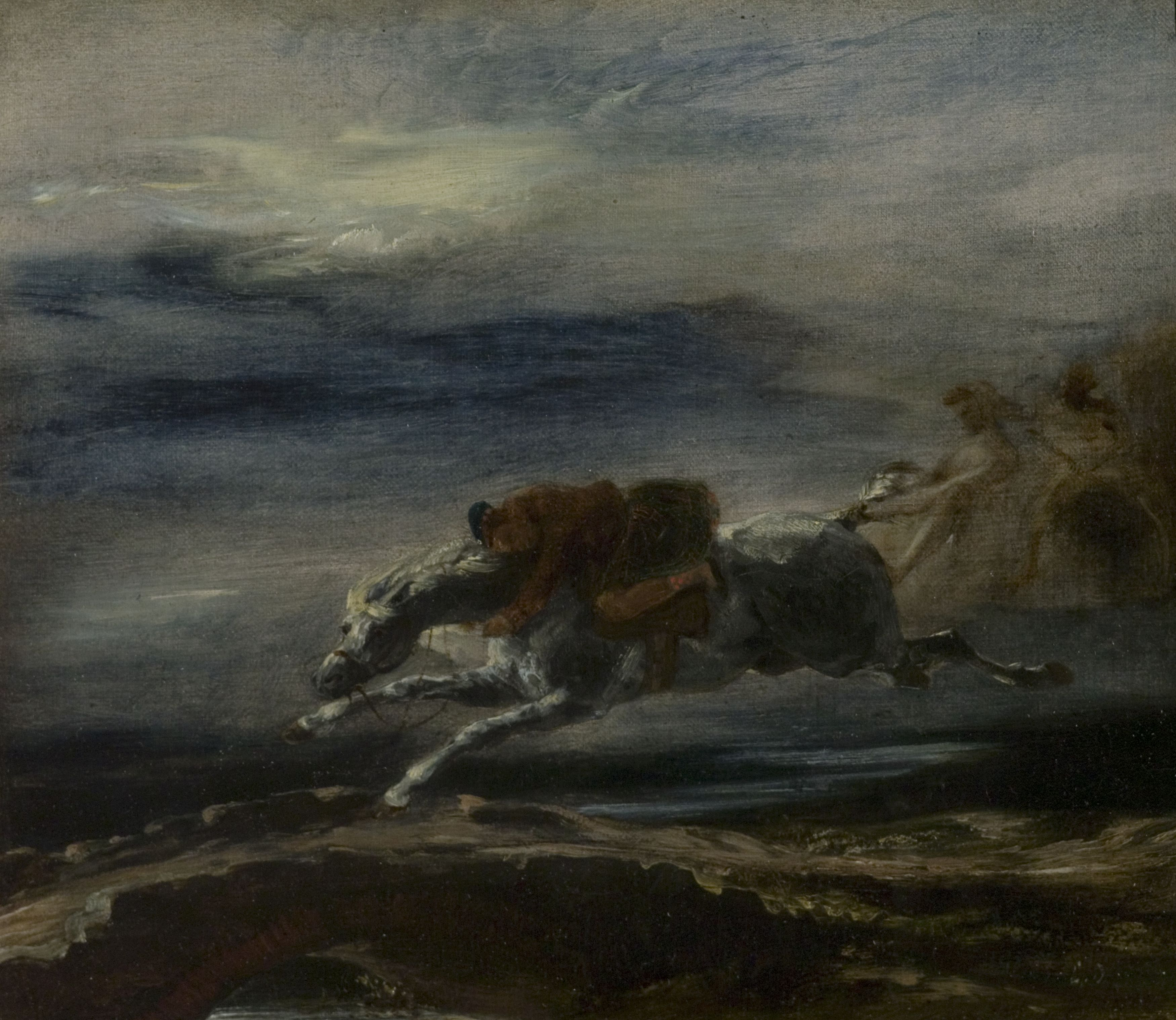
Eugène Delacroix, Tam O'Shanter, 1825, Nottingham, Castle museum & Art Gallery.

Le Cavalier écossais s'inspire probablement du Tam O'Shanter de Delacroix d'après une balade de Robert Burns. Il partage d'ailleurs avec le tableau de Delacroix cette grande importance accordée au ciel. Moreau connaissait Delacroix et s'était rendu à son atelier après ses échecs aux Salons, ce tableau était encore dans son atelier en 1849, il l'a donc peut-être vu,. Gustave Moreau a également réalisé Poney galopant (1865-1880), une sculpture de cire qui lui a peut-être servi pour cette peinture.